# Férfi 4 × 400 méteres váltófutás a 2023-as atlétikai világbajnokságon
A 2023-as atlétikai világbajnokságon a férfi 4 × 400 méteres váltófutás selejtezőjét augusztus 26-án, döntőjét augusztus 27-én rendezték meg Budapesten, a Nemzeti Atlétikai Központban.
A versenyszámot az amerikai váltó nyerte.

## Rekordok
A versenyt megelőzően a következő rekordok voltak érvényben:
| Rekord                                                 | Versenyzők és nemzetiségük                                                              | Időeredmény | Helyszín                               | Dátum               |
| ------------------------------------------------------ | --------------------------------------------------------------------------------------- | ----------- | -------------------------------------- | ------------------- |
| Világrekord                                            | Egyesült Államok · Andrew Valmon, Quincy Watts, Butch Reynolds, Michael Johnson         | 2:54,29     | Stuttgart, Németország                 | 1993. augusztus 22. |
| Világbajnoki rekord                                    | Egyesült Államok · Andrew Valmon, Quincy Watts, Butch Reynolds, Michael Johnson         | 2:54,29     | Stuttgart, Németország                 | 1993. augusztus 22. |
| Világ legjobb idei eredménye                           | Florida Emmanuel Bamidele, Jacory Patterson, Jevaughn Powell, Ryan Willie               | 2:57,74     | Austin, Amerikai Egyesült Államok      | 2023. június 9.     |
| Afrika rekord                                          | Botswana · Isaac Makwala, Baboloki Thebe, Zibane Ngozi, Bayapo Ndori                    | 2:57,27     | Tokió, Japán                           | 2021. augusztus 7.  |
| Ázsia rekord                                           | Japán · Szato Fuga, Kavabata Kaitó, Julian Walsh, Nakadzsima Juki Joseph                | 2:59,51     | Eugene, Amerikai Egyesült Államok      | 2022. július 24.    |
| Észak-, valamint Közép-Amerika és Karibi-térség rekord | Egyesült Államok · Andrew Valmon, Quincy Watts, Butch Reynolds, Michael Johnson         | 2:54,29     | Stuttgart, Németország                 | 1993. augusztus 22. |
| Dél-Amerika rekord                                     | Brazília · Eronilde de Araújo, Sanderlei Parrela, Anderson Oliveira, Claudinei da Silva | 2:58,56     | Winnipeg, Kanada                       | 1999. július 30.    |
| Európa rekord                                          | Nagy-Britannia · Jamie Baulch, Iwan Thomas, Mark Richardson, Roger Black                | 2:56,60     | Atlanta, Amerikai Egyesült Államok     | 1996. augusztus 3.  |
| Óceániai rekord                                        | Ausztrália · Bruce Frayne, Darren Clark, Gary Minihan, Rick Mitchell                    | 2:59,70     | Los Angeles, Amerikai Egyesült Államok | 1984. augusztus 11. |

## Eredmények
Az eredmények méterben értendők. A rövidítések jelentése a következő:
| - WR: világrekord - CR: világbajnoki rekord - NR: országos rekord - PB: egyéni legjobb eredménye | - SB: 2023-ban az addigi legjobb eredménye - Q: eredmény alapján továbbjutott - q: helyezés alapján továbbjutott |

### Előfutamok
Az előfutamokból a döntőbe az első két-két helyezett csapat jutott. Rajtuk kívül a legjobb idővel rendelkező két váltó került még a döntőbe.

| H  | Előfutam | Pálya | Nemzet             | Versenyzők                                                                     | E              | Mj   |
| -- | -------- | ----- | ------------------ | ------------------------------------------------------------------------------ | -------------- | ---- |
| 1  | 1        | 9     | Egyesült Államok   | Trevor Bassitt, Matthew Boling, Christopher Bailey, Justin Robinson            | 2:58,47        | Q    |
| 2  | 1        | 4     | India              | Muhammed Anas, Amoj Jacob, Muhammed Ajmal Variyathodi, Rajesh Ramesh           | 2:59,05        | Q AR |
| 3  | 1        | 3     | Nagy-Britannia     | Lewis Davey, Charlie Dobson, Rio Mitcham, Alex Haydock-Wilson                  | 2:59,42 [,412] | Q SB |
| 4  | 1        | 1     | Botswana           | Zibane Ngozi, Baboloki Thebe, Laone Ditshetelo, Leungo Scotch                  | 2:59,42 [,420] | q SB |
| 5  | 2        | 3     | Jamaica            | Rusheen McDonald, Jevaughn Powell, Zandrion Barnes, D'Andre Anderson           | 2:59,82        | Q SB |
| 6  | 2        | 6     | Franciaország      | Ludvy Vaillant, Loïc Prévot, David Sombé, Téo Andant                           | 3:00,05        | Q SB |
| 7  | 2        | 5     | Olaszország        | Davide Re, Edoardo Scotti, Lorenzo Benati, Alessandro Sibilio                  | 3:00,14        | Q SB |
| 8  | 2        | 2     | Hollandia          | Liemarvin Bonevacia, Terrence Agard, Ramsey Angela, Isaya Klein Ikkink         | 3:00,23        | q SB |
| 9  | 2        | 4     | Belgium            | Julien Watrin, Dylan Borlée, Robin Vanderbemden, Alexander Doom                | 3:00,33        | SB   |
| 10 | 1        | 2     | Japán              | Jinusi Naohiro, Szato Fuga, Szató Kentaró, Nakadzsima Juki Joseph              | 3:00,39        | SB   |
| 11 | 2        | 9     | Németország        | Jean Paul Bredau, Marvin Schlegel, Marc Koch, Manuel Sanders                   | 3:00,67        | SB   |
| 12 | 1        | 6     | Csehország         | Matěj Krsek, Pavel Maslák, Vít Müller, Patrik Šorm                             | 3:00,99        | NR   |
| 13 | 2        | 8     | Kenya              | Kennedy Kimeu Muthoki, Zablon Ekhal Ekwam, Kelvin Sane Tauta, Wyclife Kinyamal | 3:01,41        | SB   |
| 14 | 1        | 8     | Trinidad és Tobago | Renny Quow, Asa Guevara, Shakeem McKay, Jereem Richards                        | 3:01,54        | SB   |
| 15 | 1        | 5     | Spanyolország      | Iñaki Cañal, Samuel García, Bernat Erta, Óscar Husillos                        | 3:02,64        | SB   |
| 16 | 1        | 7     | Magyarország       | Steigerwald Ernő, Wahl Zoltán, Kovács Árpád, Molnár Attila                     | 3:02,65        | NR   |
| 17 | 2        | 7     | Srí Lanka          | Aruna Darshana, Rajitha Nernajan Rajakaruna, Pabasara Niku, Kalinga Kumarage   | 3:03,25        |      |

### Döntő
| H | Pálya | Nemzet           | Versenyzők                                                           | E       | Mj |
| - | ----- | ---------------- | -------------------------------------------------------------------- | ------- | -- |
| 1 | 8     | Egyesült Államok | Quincy Hall, Vernon Norwood, Justin Robinson, Rai Benjamin           | 2:57,31 | WL |
| 2 | 7     | Franciaország    | Ludvy Vaillant, Gilles Biron, David Sombé, Téo Andant                | 2:58,45 | NR |
| 3 | 9     | Nagy-Britannia   | Alex Haydock-Wilson, Charlie Dobson, Lewis Davey, Rio Mitcham        | 2:58,71 | SB |
| 4 | 6     | Jamaica          | Rusheen McDonald, Roshawn Clarke, Zandrion Barnes, Antonio Watson    | 2:59,34 | SB |
| 5 | 5     | India            | Muhammed Anas, Amoj Jacob, Muhammed Ajmal Variyathodi, Rajesh Ramesh | 2:59,92 |    |
| 6 | 3     | Hollandia        | Isayah Boers, Terrence Agard, Ramsey Angela, Isaya Klein Ikkink      | 3:00,40 |    |
| 7 | 4     | Olaszország      | Edoardo Scotti, Riccardo Meli, Lorenzo Benati, Davide Re             | 3:01,23 |    |
|   | 2     | Botswana         | Zibane Ngozi, Baboloki Thebe, Laone Ditshetelo, Leungo Scotch        | DQ      |    |